# Antholoba achates
Antholoba achates är en havsanemonart som först beskrevs av Drayton in Dana 1846.  Antholoba achates ingår i släktet Antholoba och familjen Actinostolidae. Inga underarter finns listade i Catalogue of Life.